# Tipula (Eumicrotipula) graphica
Tipula (Eumicrotipula) graphica is een tweevleugelige uit de familie langpootmuggen (Tipulidae). De soort komt voor in het Neotropisch gebied.